# 熊野神社 (京都市)
熊野神社（くまのじんじゃ）は、京都市左京区聖護院山王町にある神社。かつては聖護院の鎮守社であった。旧称は熊野社。京都三熊野の一つ。地名を冠して京都熊野神社（きょうとくまのじんじゃ）とも称される。

## 歴史
創建は、弘仁2年（811年）に修験道の日圓が国家護持の為に紀伊国熊野から熊野大神を勧請したのに始まる。熊野詣を度々行っていた白河上皇は、すぐ近くにある熊野として当社も厚く崇敬していた。寛治4年（1090年）、上皇は園城寺の増誉を熊野三山検校に補任し、増誉を開山として当社の北東に聖護院を創建させ、当社はその鎮守社とされた。また、当社の周りから聖護院にかけて大きな森があったが、以降この森は聖護院の森といわれるようになった。平安時代末期には、これまた熊野詣を度々行っていた後白河法皇によって、当社は熊野から持ってきた土や樹木によって整備されている。
応永3年（1396年）、当社は室町幕府第3代将軍足利義満から広大な社地を寄進され、その境内は西は鴨川に至る広大なものとなった。当社は歴代天皇からも崇敬されていたが、応仁の乱により社殿が焼失し、衰退した。
江戸時代の寛文6年（1666年）、聖護院宮道寛法親王により再興された。天保6年（1835年）に大修理が行われているが、現在の本殿はこの時に賀茂御祖神社（下鴨神社）の本殿を譲り受けて移築したものである。
1912年（大正元年）の京都市電丸太町線の開通、次いで1926年（大正15年）の東大路通の拡幅によって境内が狭くなってしまった。
大小の神輿があるが、大神輿は光格天皇による寄進である。
京都には京都三熊野といわれる神社があり、それぞれ新熊野神社は熊野本宮大社、熊野神社は熊野速玉大社、熊野若王子神社は熊野那智大社というように熊野三山に対応している。当社はその中でも最古の社である。
節分の日に当社から「火の用心」のお札を受ける風習がある。

## 祭神
- 主祭神 - 伊弉冉尊、伊弉諾尊、天照大神、速玉男尊、事解男尊

## 境内
- 本殿 - 天保6年（1835年）に賀茂御祖神社（下鴨神社）の本殿を移築したもの。
- 拝殿
- 祖霊殿
- 社務所
- 合祀社 - 祭神：金比羅大神、豊富稲荷大神
- 合祀社 - 祭神：神倉大神、春日大神、須賀大神
- 西尾為治像 - 京都の銘菓である「八ツ橋」の中興の祖。平安遷都1200年記念により建立された。
- 八ツ橋発祥之地の石碑

## 祭事
- 例祭・5月16日
- 火焚祭・11月20日

## 交通アクセス
- 京都市営バス「熊野神社前」下車、徒歩すぐ
- 京阪電鉄鴨東線神宮丸太町駅より徒歩5分